# Парож
Парож (словен. Parož) је насељено место у општини Добрна, Савињска регија, Словенија.

## Историја
До територијалне реорганизације у Словенији био је у саставу старе општине Цеље.

## Становништво
У попису становништва из 2011. године, Парож је имао 54 становника.
| Број становника према пописима | Број становника према пописима | Број становника према пописима |
| ------------------------------ | ------------------------------ | ------------------------------ |
| 1991                           | 2002                           | 2011                           |
| 45                             | 54                             | 54                             |